# Kruibeke
Kruibeke är en kommun i Belgien.   Den ligger i provinsen Östflandern och regionen Flandern, i den centrala delen av landet, 40 km norr om huvudstaden Bryssel. Antalet invånare är 15 892. Kruibeke gränsar till Bornem, Hemiksem, Temse och Schelle. 
Runt Kruibeke är det i huvudsak tätbebyggt. Runt Kruibeke är det mycket tätbefolkat, med 1 692 invånare per kvadratkilometer.